# Pseudopalicus investigatoris
Pseudopalicus investigatoris är en kräftdjursart som först beskrevs av Alcock 1900.  Pseudopalicus investigatoris ingår i släktet Pseudopalicus och familjen Palicidae. Inga underarter finns listade i Catalogue of Life.